# Brunettia triangulata
Brunettia triangulata es una especie de insecto díptero de la familia Psychodidae.

## Distribución geográfica
Se encuentra en Asia, distribuida por la península de Malaca. Descripta por Satchell 1958.